# SV Fortuna Magdeburg

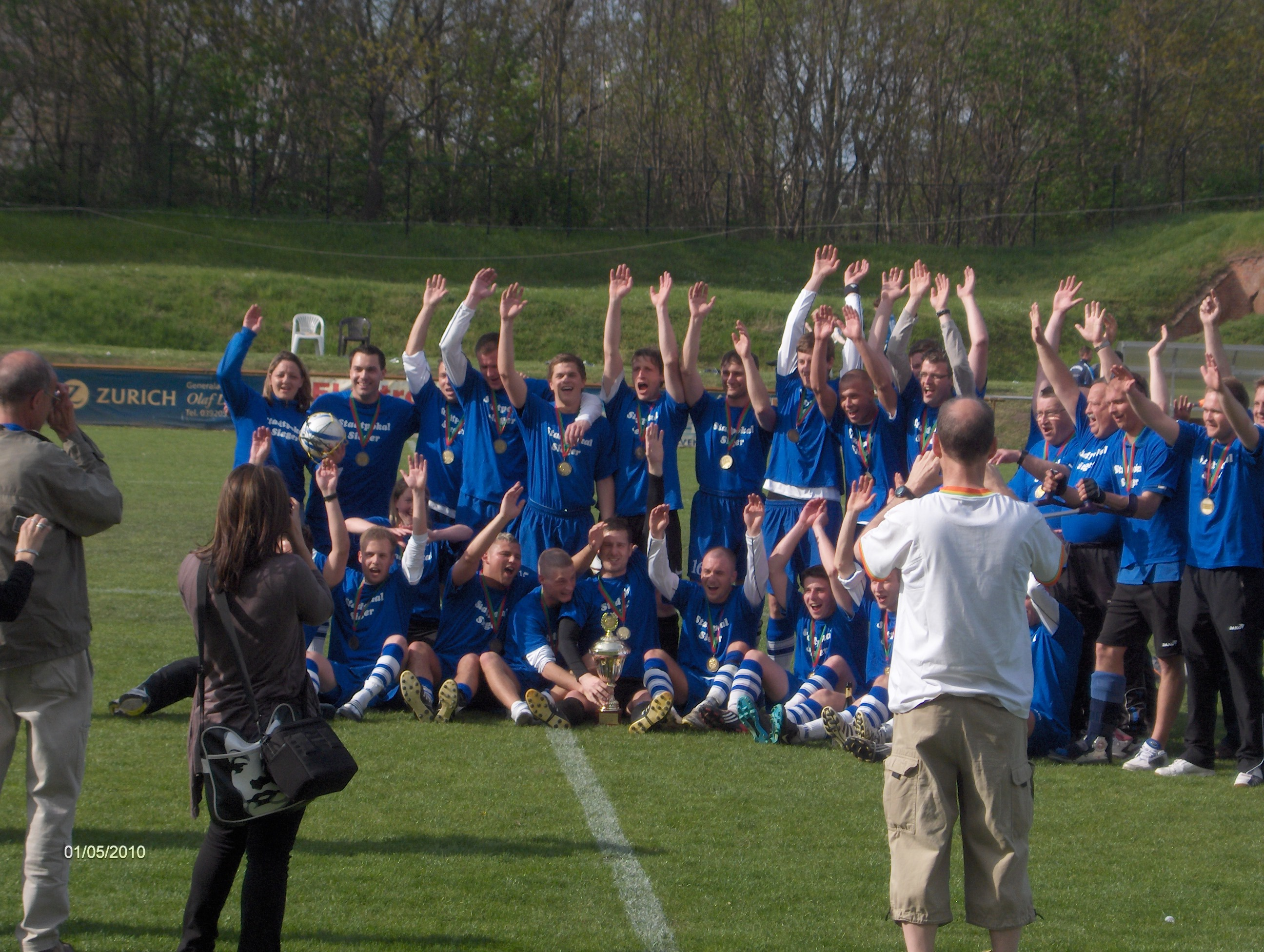
Team van Magdeburg viert het winnen van de Stadtpokal in 2010

SV Fortuna Magdeburg is een Duitse voetbalclub uit Maagdenburg in de deelstaat Saksen-Anhalt.

## Geschiedenis
De club werd in 1911 opgericht als Magdeburger Fußball-Verein Fortuna 1911. De club was actief in voetbal, handbal, volleybal en atletiek. In 1919 kreeg de club een stadion voor 8.000 toeschouwers. In 1921 werd de club kampioen van de tweede klasse van de Kreisliga Elbe en versloeg daarna in de degradatie-promotie play-off SC Germania 1898 Magdeburg en promoveerde zo voor het eerst naar de hoogste klasse. De promovendus werd meteen kampioen en stootte door naar de eindronde om het Midden-Duitse kampioenschap, samen met zes andere regionale kampioenen. Fortuna verloor alle zes de wedstrijden en werd afgetekend laatste. Na 1923 werd de Kreisliga Elbe ontbonden en werd de Midden-Elbecompetitie heringevoerd. 
In 1924 werd de club opnieuw kampioen. Het systeem in de eindronde was veranderd en werd nu in bekervorm gespeeld met 26 clubs. Fortuna versloeg achtereenvolgens SV Cöthen 02, Viktoria Stendal en Chemnitzer BC. In de halve finale verloor de club met 2-5 van SpVgg 1899 Leipzig. In 1926 werd de club opnieuw kampioen en verloor nu in de eerste ronde van Viktoria Zerbst.
Hierna was het tot 1930 wachten op een nieuwe titel. In de eindronde werd VfB Klötze met 13-1 verpletterd. In de tweede ronde won de club ook met hoge 2-5 cijfers van Riesaer SV, maar in de kwartfinale werd de club van de baan geveegd door Dresdner SC (0-6), een van de sterkste clubs van Midden-Duitsland op dat moment. In 1931 kon de club voor het eerst de titel verlengen. Na overwinningen op BC Stendal en PSV Chemnitz verloor de club in de kwartfinale met 5-1 van Preußen Langensalza.
Ook in 1932 werd de titel behaald, maar Germania Halberstadt zorgde in de eindronde al voor een vroege uitschakeling. Een jaar later nam de club weerwraak op Halberstadt met een 6-1-overwinning. Na nog een overwinning op Wacker Halle werd de club met dezelfde 6-0 cijfers verslagen door Dresdner SC als drie jaar eerder.
In 1933 werd de competitie geherstructureerd. De Midden-Duitse bond werd ontbonden en de vele competities werden vervangen door de Gauliga Mitte en Gauliga Sachsen. Uit Midden-Elbe plaatsten drie clubs zich voor de Gauliga. Fortuna eindigde op de voorlaatste plaats en degradeerde meteen uit de Gauliga.
In 1938 promoveerde de club terug. Het stadion werd dat jaar afgebroken en gebruikt als nieuwe woongelegenheid. De club verhuisde naar de Sportplatz Schöppensteg, waar de club vandaag de dag nog steeds speelt. In de Gauliga werd de club laatste. Twee jaar later kon de club via de eindronde geen promotie afdwingen. Ook in 1942 mislukte dit. In 1943 werd de club slechts achtste. Na dit seizoen werd de 1. Klasse ontbonden en vond er enkel competitie plaats in de 2. Klasse, die nu de tweede klasse vormde omdat deze regionaal verder onderverdeeld was, hier zijn geen standen meer van bekend. 
Na de Tweede Wereldoorlog werden alle voetbalclubs in Duitsland ontbonden. Fortuna werd niet meteen heropgericht. In 1950 richtten enkele oud-leden van de club BSC Turbine Magdeburg op. Omdat de club in hetzelfde stadion ging spelen werd deze als opvolger van het historische Fortuna gezien. De sportafdelingen van voor de oorlog werden heringevoerd en er kwam nu ook zwemmen, fietsen, tafeltennis, schaken, biljart en krachtsport bij. De club telde meer dan 1000 leden.
In 1963 promoveerde de club naar de DDR-Liga, de tweede klasse in de DDR. Na twee seizoenen degradeerde de club. Hierna speelde de club in de lagere reeksen.
Na de Duitse hereniging nam de club op 15 juni 1990 opnieuw de historische naam Fortuna aan. Er kwam ook badminton, boksen en gymnastiek bij in het aanbod. Het voetbal bleef echter het belangrijkste. Tussen 1996 en 2000 speelde de club in de Oberliga NOFV-Nord, toen nog de vierde klasse. Door financiële problemen moest de club in 2000 degraderen naar de Landesklasse Sachsen-Anhalt, de zevende klasse. In 2007 promoveerde de club naar de Landesliga. Sinds de invoering van de 3. Liga in 2008 is dit nog maar de zevende klasse. In 2011 promoveerde de club naar de Verbandsliga, waar de club twee seizoenen speelde. In 2016 keerde de club daar terug.

## Erelijst
Kreisliga Elbe
1922
Gauliga Mittelelbe
1924, 1926, 1930, 1931, 1932, 1933